# Phrynosoma asio
Phrynosoma asio är en ödleart som beskrevs av  Cope 1864. Phrynosoma asio ingår i släktet paddleguaner, och familjen Phrynosomatidae. Inga underarter finns listade i Catalogue of Life.
Arten förekommer i sydöstra Mexiko vid Stilla havet samt i Guatemala.